# Linfocito T CD8+

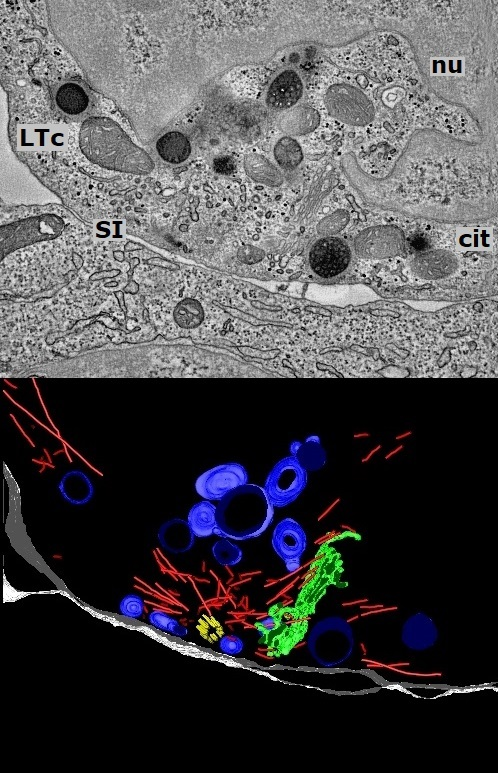
Linfocito T citotóxico (LTc) y la Sinapsis inmunitaria (SI) que forma en la interfase con su célula objetivo. Sinapsis inmunitaria (SI) línea transversal en blanco. Linfocito: gránulos líticos en azul, MTOC centriolo en amarillo, microtúbulos en rojo, aparato de Golgi en verde.

Los linfocitos T citotóxicos (CTL, del inglés Cytolytic T Lymphocyte) pertenecen a la línea de los linfocitos T encargados de las funciones efectoras de la inmunidad celular. Neutralizan células infectadas por microorganismos intracelulares, mediante un ataque directo a las células infectadas, inyectando enzimas tóxicas que provocan su destrucción. Se les llama comúnmente CD8+, por la presencia del receptor de membrana CD8.

## Función
Los linfocitos T citotóxicos (LTc) son células que provocan la apoptosis celular, mediante una interfase llamada Sinapsis inmunológica. Esto sucede luego de ser activadas por los antígenos  presentados por MHC clase I. Son tan específicas en sus funciones letales, que son capaces de destruir a la célula objetivo sin afectar a las células vecinas no infectadas[cita requerida]. El proceso de destrucción celular mediado por CTL consta de:
- Reconocimiento del antígeno foráneo y formación de un conjugado estable  con receptores de membrana;

- MHC-I, TCR, CD8, ICAM-1, LFA-1, entre otros receptores y coestimuladores
- Activación de la célula CTL por medio de interrelaciones celulares mediadas por proteínas de membrana y la transducción de señales intracelulares;
- Lisis celular obligando cambios en la célula diana y la exocitosis de gránulos ponzoñosos conteniendo principalmente perforina y granzima;
- Apoptosis de la célula diana incluyendo la mediación de moléculas inductores de muerte celular como la Fas y su ligando.

## Mecanismo de acción de los linfocitos T citótoxicos
Los linfocitos T CD8 o citotóxicos (LCT) son activados por células que han sido infectadas por virus. Como consecuencia de la infección, la célula activadora presenta en su membrana el Complejo Principal de Histocompatibilidad (MHC en inglés) de clase I unido a un péptido (10 aminoácidos), perteneciente al antígeno. La activación de este linfocito provoca la formación y proliferación de células de memoria y células activas.
Las células T citotóxicas activas destruyen su célula diana, mediante una  estructura de adhesión estrecha llamada sinapsis inmunológica, que implica la polarización de la célula T y la liberación de sustancias almacenadas en gránulos preformados. Estos gránulos contienen proteínas, como la perforina, que genera poros que permiten el paso de agua y electrolitos, induciendo lisis osmótica de la célula blanco. En estos gránulos preformados también se encuentran las enzimas granzimas, que ingresan a la célula a través de los poros formados en la membrana y tienen la capacidad de inducir la muerte celular mediante la fragmentación del ADN de la célula blanco, induciendo su apoptosis.

## Activación
Debido a la gran toxicidad de estos linfocitos, y para evitar el innecesario riesgo que supondría que estuvieran circulando constantemente, las células citotóxicas inactivas o vírgenes requieren dos tipos de señales para su activación:
- La unión del receptor de células T en la membrana de la célula citotóxica con el Complejo Mayor de Histocompatibilidad tipo I (MHC en inglés).[3] sobre la superficie de las células presentadoras de antígeno (CPA).

- Las células infectadas por microorganismos de preferencia intracelular (como los virus), presentan sobre su superficie remanentes del microorganismo en el contexto de una molécula de MHC-I. La célula infectada presenta los antígenos foráneos a una CPA quien procesa la información infectante a los CTL.
- La coestimulación en altas concentraciones derivadas de la unión de la molécula CD40 presente sobre las membranas de células dendríticas a su ligando respectivo (CD40L) de las células citotóxicas. Es una interacción redundante, es decir, mientras más contactos de CD40 con su ligando estimula la producción de mayor cantidad de ligandos por el CTL, haciendo la señal activadora más potente y definitiva.

- En los tejidos infectados, los CTL que reconocen el antígeno en cuestión son activados y retenidos en la zona de la infección y realizan sus funciones efectoras. Aquellos CTL que no reconocen el antígeno involucrado, regresan a la circulación.

## Diferenciación de los linfocitos T CD8+ en linfocitos T citotóxicos
La activación de los linfocitos T CD8+ vírgenes requiere el reconocimiento del antígeno y segundas señales, pero la naturaleza de estas segundas señales puede ser diferente de las de los linfocitos CD4+.
Hemos descrito antes la función de las células dendríticas en la presentación de antígenos a los linfocitos CD8+ vírgenes y en su coestimulación. La activación completa de los linfocitos T CD8+ vírgenes y su diferenciación en CTL funcionales y células memoria puede exigir la participación de los linfocitos CD4+ cooperadores o helpers.
En otras palabras, los linfocitos T cooperadores pueden proporcionar segundas señales a los linfocitos T CD8+. La necesidad de linfocitos cooperadores puede variar en función del tipo de exposición al antígeno. En el marco de una fuerte respuesta inmunitaria innata a un microbio, si el microbio infecta directamente a las APC o si la presentación cruzada de antígenos microbianos es eficiente, puede no ser necesaria la ayuda del linfocito T CD4+.
Los linfocitos T CD04"^ cooperadores pueden ser necesarios para las respuestas de linfocitos T CD8+ a las infecciones víricas latentes, los trasplantes de órganos y los tumores, todos los cuales tienden a desencadenar reacciones inmunitarias innatas relativamente débiles. La diversa importancia de los linfocitos T CD4+ en el desarrollo de las respuestas de CTL la ilustran los estudios realizados con ratones que carecen de linfocitos T cooperadores. En estos ratones, algunas infecciones víricas no generan CTL eficaces ni linfocitos CD8+ memoria y no son erradicadas, mientras que otros virus estimulan respuestas CTL eficaces. La falta de la función cooperadora del linfocito T CD4+ es la explicación aceptada de los defectos en la generación de CTL que se observan en los sujetos infectados por el VIH, que infecta y elimina solo los linfocitos T CD4+.
Los linfocitos T cooperadores pueden promover la activación del linfocito T CD8+ por diversos mecanismos. Los linfocitos T cooperadores pueden secretar citocinas que estimulen la diferenciación de los linfocitos T CD8+. Los linfocitos T cooperadores estimulados por el antígeno expresan el ligando para el CD40 (CD40L), que se une la CD40 en la APC y activa («autoriza») a estas APC para que se hagan más eficientes en su estímulo de la diferenciación de los linfocitos CD8+.
La diferenciación de los linfocitos T CD8+ en CTL efectores implica la adquisición de la maquinaria necesaria para matar a la célula diana. La característica más específica de la diferenciación CTL es el desarrollo de gránulos citoplásmicos unidos a la membrana que contienen proteínas, como la perforína y la granzima, cuya función es matar a otras células. Además, los CTL diferenciados son capaces de secretar citocinas, sobre todo IFN-y, que activan los fagocitos.
Los acontecimientos moleculares en la diferenciación CTL conllevan la transcripción de genes que codifican estas moléculas efectoras. Dos factores de transcripción que son necesarios para este programa de expresión de genes nuevos son T-bet (que expusimos antes en relación con la diferenciación ThI) y la mesodermina, que tiene una estructura análoga a la de T-bet.